# الشنداخية الشمالية
الشنداخية الشمالية قرية في ناحية جب الجراح التابعة لمنطقة المخرّم في محافظة حمص في سورية.